# Stomacarus campbellensis
Stomacarus campbellensis är en kvalsterart som först beskrevs av Wallwork 1966.  Stomacarus campbellensis ingår i släktet Stomacarus och familjen Acaronychidae. Inga underarter finns listade i Catalogue of Life.